# بویلینگ اسپرینگز (پنسیلوانیا)
بویلینگ اسپرینگز (به انگلیسی: Boiling Springs) یک منطقهٔ مسکونی در ایالات متحده آمریکا است که در پنسیلوانیا واقع شده‌است. بویلینگ اسپرینگز ۶٫۴۳ کیلومتر مربع مساحت و ۳٬۲۲۵ نفر جمعیت دارد و ۱۴۹٫۳۵ متر بالاتر از سطح دریا واقع شده‌است.